# Chinwe Azubuike
Chinwe Azubuike (Lagos) es una poeta nigeriana feminista afincada en Reino Unido, cuya obra explora la relación entre las creencias tradicionales y la modernidad. Ha colaborado con artistas en exposiciones como la del Museo de Victoria y Alberto de Londres.

## Trayectoria
Nació y creció en Nigeria. Sus orígenes son del Estado de Imo y es miembro del pueblo Igbo. Hija de Mary Azubuike y de Wisdom Azubuike, que sirvió en la guerra civil de Nigeria, es la mayor de cinco hermanos de una familia cristiana. Su lengua es el igbo, pero escribe en inglés, impregnando su poesía con frases en igbo.
Comenzó su educación en Lagos durante el gobierno de la Segunda Junta (que duró hasta 1998) y continuó en una escuela secundaria local basada en el sistema educativo inglés donde se interesó especialmente por la lengua y la literatura y empezó a escribir pequeños poemas y artículos cortos sobre asuntos de la vida cotidiana. Comenzó estudios superiores en la Universidad de Jos, pero los abandonó en primer curso para ponerse a trabajar como promotora de medios de comunicación en la Feria Internacional de Lagos porque sin una beca su familia no podía financiarle la carrera. Cuando su padre perdió el trabajo en la Administración Pública, se vio obligada a aceptar también trabajos mal remunerados porque el pequeño comercio de su madre no era suficiente para el sustento de la familia. En 2003, la Fundación Literaria África-Estados Unidos, publicó su obra en su página web y Azubuik se convirtió en la primera mujer poeta seleccionada. En 2004, contribuyó con algunas de sus obras a una exposición sobre la victimización y la opresión de las mujeres, de la que se derivó una invitación para ser entrevistada por la BBC para Network Africa y por Spectrum Radio, y posteriormente leyó su poesía en el marco de Exiled Writers Ink, en Londres. Ese mismo año, fue invitada también a dar una charla para el Servicio Mundial de la BBC sobre la mutilación genital femenina y realizó varias lecturas en la Poetry Society in Betterton Place, en Londres.
En 2006, murió su padre y su madre tuvo que soportar una situación dura de viudez acorde a las tradiciones, que marcó a Azubuik. Se mudó a Londres donde encontró un entorno en el que podía compartir sus sentimientos con mayor libertad que en su país y donde encontró organizaciones que abordaban cuestiones que afectan a las mujeres. En esta ciudad participa en charlas, lecturas de poesía y eventos como el segundo evento de Sentinel Poetry Live! que se celebró en la galería Waterloo el sábado 6 de mayo de 2006 y proyectos artísticos de mujeres. Es miembro de la Escuela de Estudios Orientales y Africanos (SOAS) de la Universidad de Londres, en el Departamento de Antropología y Sociología. Forma parte del colectivo 
En 2009, fue una de las personas seleccionadas para participar junto a mujeres como Ann Njogu o Salma Maoulidi en el Boletín ACAS 83: La violencia sexual y de género en África, cuyo objetivo era abordar la situación de violencia sexual y de género en el continente africano y estudiar las posibilidades de respuesta.
En 2011, con motivo del Día Internacional de la Mujer y como miembro de Authors for Peace, contribuyó en la campaña de Women for Women, Join Me on the Bridge, con un mensaje de vídeo con sus reflexiones sobre lo que significan para ella los 100 años de derechos de la mujer.
Como una de las escritoras africanas que utilizan su voz para reclamar el lugar que les corresponde en la literatura, en 2014, participó en el tercer festival anual de literatura y libros de la Royal African Society en asociación con The British Library, Africa Writes junto a las poetas Warsan Shire, Belinda Zhawi y Ribka Sibhatu.
Continuamente hace campaña para detener la victimización de las viudas. y con este objetivo escribió a la Directora Ejecutiva de ONU Mujeres Michelle Bachelet.
La mayor parte de su obra se centra en cuestiones que afectan a las mujeres con referencias específicas a las tradiciones familiares étnicas y normas sociales de África Occidental que afectan restrictivamente a las mujeres como el tratamiento que se da a las viudas y también expone injusticias como la violación de las mujeres o la mutilación genital femenina. Este cuestionamiento del orden establecido no ha sido bien visto por muchos de sus paisanos. Al establecerse en Londres, incorporó a su poesía nuevos temas, como la vida de las personas migrantes y la soledad que se siente lejos de casa. Se considera a sí misma como una portavoz de las clases desfavorecidas de Nigeria.